# Bistum San Juan de los Lagos
Das Bistum San Juan de los Lagos (lat.: Dioecesis Sancti Ioannis a Lacubus, span.: Diócesis de San Juan de los Lagos) ist eine in Mexiko gelegene römisch-katholische Diözese mit Sitz in San Juan de los Lagos.

## Geschichte

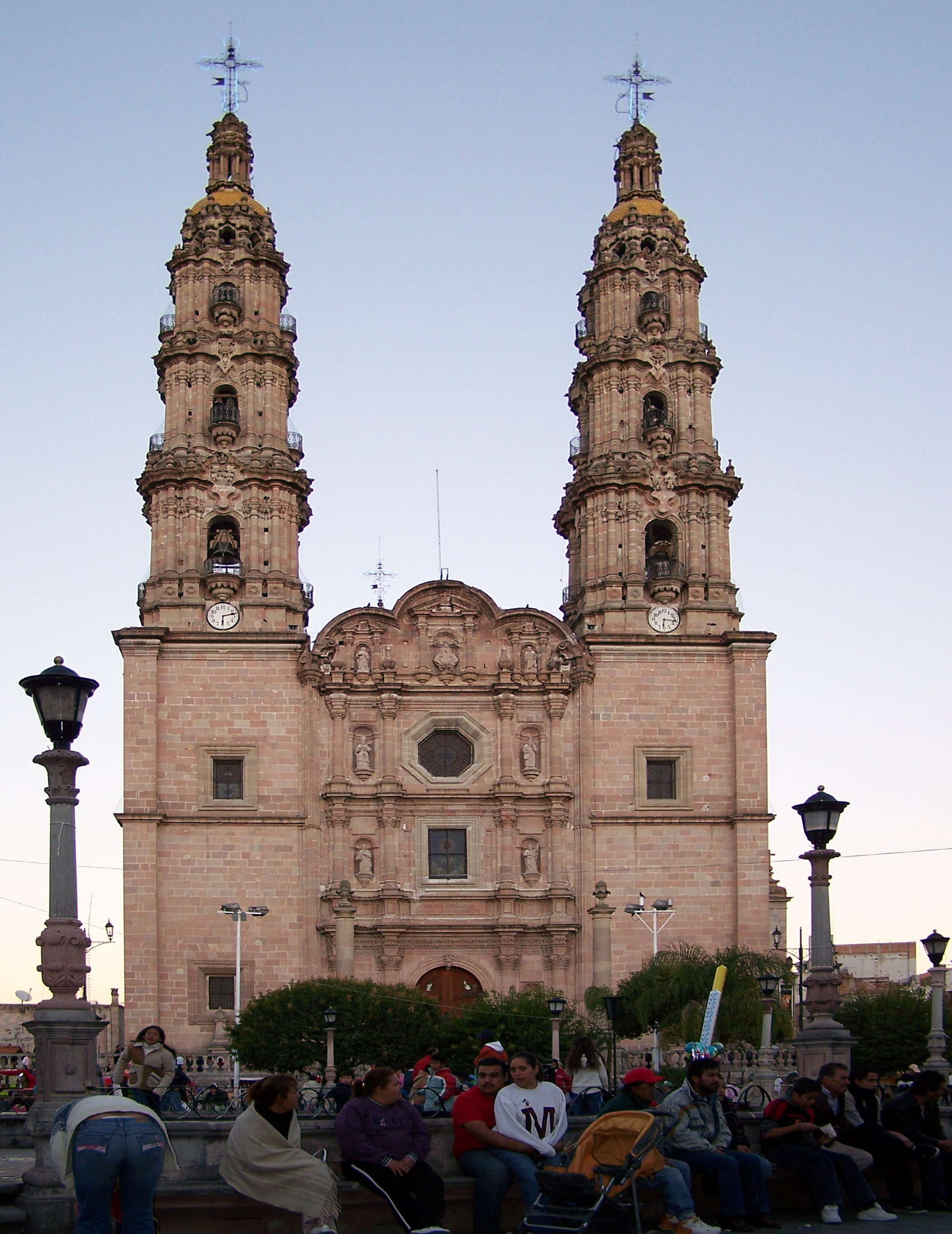
Nuestra Señora in San Juan de los Lagos

Das Bistum San Juan de los Lagos wurde am 25. März 1972 durch Papst Paul VI. mit der Apostolischen Konstitution Qui omnium aus Gebietsabtretungen des Erzbistums Guadalajara und des Bistums Colima errichtet und dem Erzbistum Guadalajara als Suffraganbistum unterstellt.

## Bischöfe von San Juan de los Lagos
- Francisco Javier Nuño y Guerrero, 1972–1980
- José López Lara, 1981–1987
- José Trinidad Sepúlveda Ruiz-Velasco, 1988–1999
- Javier Navarro Rodríguez, 1999–2007, dann Bischof von Zamora
- Felipe Salazar Villagrana, 2008–2016
- Jorge Alberto Cavazos Arizpe, 2016–2022, dann Erzbischof von San Luis Potosí
- José Leopoldo González González, seit 2024